# Сент Ендруз
Сент Ендруз (енгл. St Andrews) град је на истоку Шкотске. Налази се 16 километара југоисточно од Дандија и 50 километара североисточно од Единбурга. Према попису из 2011. броји 16.800 становника.
Дом је Универзитета у Сент Ендрузу, трећег универзитета по старости на енглеском говорном подручју и најстаријег универзитета у Шкотској. Године 2022. The Times и The Sunday Times прогласили су га најбољим универзитетом у Уједињеном Краљевству.